# العثمانية (تيار إسلامي)
العثمانية (العربية: عُثْمَانيَّة، رومنة: ʿUthmāniyya) هم تيار إسلامي مبكر ذو توجهات سياسية وعقائدية متعددة تفضل الخليفة الثالث عثمان بن عفان، وقد نشأت هذه التوجهات في أعقاب اغتياله سنة 656م، حيث تباينت مواقف المسلمين آنذاك حول مشروعية دمه، وحدود مسؤولية الأطراف الفاعلة في الصراع السياسي الذي أعقب مقتله.
كانت أوائل فرق العثمانية ترى أن عثمان كان خليفة شرعيًا ــ بويع ببيعة عامة واختير بالشورى بعد عمر بن الخطاب ــ وأن قتله كان ظلمًا وعدوانًا صريحًا على نظام الحكم الإسلامي، وانتهاكًا لجماعة المسلمين. وقد اتهم بعضهم علي بن أبي طالب، بشكلٍ مباشر أو غير مباشر، بالتقاعس عن حماية عثمان، أو بالتورط الرمزي في الفتنة من خلال تقاربه مع الثوار، وبالتالي رأوا أن خلافته جاءت على أنقاض جريمة لم تُقتصّ، وأنه استولى على الحكم دون شورى عادلة. وقد انعكس هذا المنظور في اللغة العقائدية التي استخدموها، حيث تكررت مفردات مثل «الانقلاب»، و«الفتنة»، و«الخروج على الجماعة» في خطابهم حول خلافة علي.
ورغم أن العثمانيين الأوائل لم يكونوا جميعًا من أنصار الدولة الأموية، فإنهم ساهموا عمليًا في تقويض شرعية خلافة علي من خلال عدة حركات، منها دعم معاوية بن أبي سفيان في معركة صفين، أو عبر التزام الحياد السلبي، ما فسح المجال لتأسيس خطاب سياسي جديد يعتبر ولاية الأمر قرينة بالإقتصاص من قتلة عثمان.
وفي القرن الثامن، اتخذت العثمانية بُعدًا أكثر تنظيرًا داخل الحقل العلمي، حيث ازداد التأييد لعثمان بين عدد من العلماء المسلمين، لا سيّما من المحدثين وأهل الأثر، الذين رأوا أن الخلفاء الشرعيين هم فقط أبو بكر الصديق، وعمر بن الخطاب، وعثمان، باعتبارهم حافظوا على وحدة الجماعة واتبعوا السنة. وقد ظهر خطاب يدعو إلى «السكوت عما شجر بين الصحابة»، ويؤكد على أن الخروج على الحكّام، حتى وإن ظلموا، يضر بالأمة أكثر مما يصلح. وهنا برزت مفاهيم لغوية جديدة مثل «السلطان»، و«درء الفتنة»، و«عدم التشهير»، دلالة على تحوّل في الموقف من النقد السياسي العلني إلى موقف يقوم على الطاعة والصبر.
وقد تم استيعاب العثمانية في التيار السني في القرن التاسع، عندما تم الاعتراف بكلٍ من عثمان وعلي كخلفاء راشدين، باعتبار أن كليهما بايعته الجماعة، وأن الخلاف الذي وقع بينهما لا يُخرج أحدًا منهما عن العدالة أو الصحبة. وكان لهذا الدمج أثر لغوي في كتب العقيدة، حيث بات يقال «نُحب عثمان وعليًا، ولا نفرّق بينهما»، وصارت العبارات التي تُجرّم الصحابة أو تُفاضل تفاضلًا يقود إلى القدح تُعد من «محدثات الفرق» لا من أقوال أهل السنة.
ومع أن تيارات عثمانية موالية بشدة للأمويين استمرت لفترة لاحقة، لاسيما في الحجاز ودمشق وبعض مراكز السلطة الأموية، فإنها اختفت فعليًا بعد القرن العاشر الميلادي، حين ذابت تدريجيًا ضمن مفاهيم الوحدة الإسلامية، وبدأت اللغة السياسية تركز على الدولة لا الأشخاص، وعلى الخلافة كمؤسسة لا كمركزية دينية.

## شيعة عثمان
كان وصف "عثماني" يُطلق على جماعات مختلفة في أزمنة متعددة، وقد حمل هذا الوصف دلالات سياسية وعقائدية مرنة، تتغيّر بحسب السياق التاريخي وظروف الصراع. فبينما ظهر في طوره الأول كردّة فعل على اغتيال عثمان، اتخذ مع الزمن أبعادًا حزبية ومذهبية عكست التوترات الكبرى في التاريخ الإسلامي المبكر. لكن القاسم المشترك بين جميع تيارات العثمانية ظلّ هو الإصرار على شرعية خلافة عثمان بن عفان حتى لحظاته الأخيرة، واعتبار أن مقتله لم يكن نتاج خطأ سياسي أو خلاف إداري، بل ظلمًا وعدوانًا على يد متمرّدين خرجوا على إجماع الأمة، مما جعل دمه "مظلوميةً تأسيسية" في خطابهم السياسي.
وقد عُرف الجناح السياسي من العثمانية باسم شيعة عثمان (أي: حزب عثمان)، وهي تسمية تُذكّر بالاستقطاب المبكر الذي نشأ في أعقاب الفتنة الكبرى، حين بدأت كلمة "شيعة" تُستخدم للدلالة على الانتماء السياسي الحزبي قبل أن تصبح مصطلحًا عقائديًا. وكان هذا التيار يُحاجِج بأن خليفة عثمان، علي بن أبي طالب، خليفة غير شرعي، لأنه – بحسب زعمهم – كان متواطئًا أو متهاونًا في مقتل عثمان، إما بسكوته أو بمواقفه الضبابية تجاه الثائرين. كما طعنوا في شرعية بيعته، معتبرين أنها لم تكن ثمرة شورى عامة بين المسلمين، بل انعقدت في أجواء مضطربة، وتحت ضغط المطالبين بالثأر، وبالتالي لم تستوفِ شروط الاختيار الشرعي المعروف في سيرة الخلافة الراشدة.
وتتبدى في خطاب "شيعة عثمان" مفردات تعبّر عن مفهوم «الحق المغصوب» و«الدم المهدر»، مما أضفى على خلافهم مع علي طابعًا أخلاقيًا لا سياسيًا فحسب. كما تجدر الإشارة إلى أن بعضهم تبنّى لاحقًا وجهات نظر قريبة من الأمويين، خصوصًا بعد أن تبنّت الدولة الأموية راية الثأر لعثمان، فصار الانتصار له في خطابهم ليس فقط دفاعًا عن خليفة مقتول، بل ركيزةً لتبرير السلطة الناشئة. ومع ذلك، لم يكن كل العثمانيين على وفاق تام مع الأمويين، إذ عبّر بعضهم عن مواقف نقدية تجاه الطريقة التي استُثمر بها مقتل عثمان لأغراض سياسية توسعية.
يشير مصطلح "شيعة عثمان" إلى بنية ثنائية تعكس الانقسام العمودي في المجتمع الإسلامي آنذاك: «شيعة علي» و«شيعة عثمان»، وهي بنية تحيل إلى مفردات التشيّع السياسي المبكر، قبل أن تنقلب لاحقًا إلى انقسامات عقائدية حادة. وقد حملت كلمة "شيعة" دلالات مختلفة باختلاف الطرف المتكلّم: فهي عند بعض أنصار عثمان تعني "الفرقة الناصرة للحق"، وعند خصومهم تعني "التحزّب الضيق والخروج عن الجماعة".
عندما بويع علي بن أبي طالب بالخلافة عقب اغتيال عثمان بن عفان سنة 656م، واجه هذا الحدث انقسامًا سياسيًا واجتماعيًا عميقًا، خاصة بين قبائل قريش، وهي المجموعة العشائرية المكية التي ينتمي إليها النبي محمد، والتي رأت في اختيار علي تجاوزًا لمبدأ الشورى الجماعية الذي ميّز اختيار الخلفاء السابقين. فبينما أيدت غالبية الأنصار ــ أي أهل المدينة المنورة الذين ناصروا النبي ــ خلافة علي، امتنعت شخصيات بارزة منهم عن مبايعته، مثل النعمان بن بشير، حسان بن ثابت، كعب بن مالك، زيد بن ثابت، ومسلمة بن مخلد الأنصاري، وقد وصفتهم المصادر بـ"العثمانيين"، أي المتمسكين بشرعية عثمان ورافضي خلافة علي. مع الإشارة إلى أن بعض هؤلاء، بحسب روايات أخرى، اتخذوا موقفًا محايدًا ولم ينخرطوا مباشرة في الصراع، مما يعكس تنوع المواقف داخل المعسكر العثماني نفسه.
تجلّى هذا الانقسام في أول اختبار عسكري كبير عُرف بـموقعة الجمل، حيث قادت عائشة بنت أبي بكر، أرملة النبي محمد، إلى جانب اثنين من كبار الصحابة، الزبير بن العوام وطلحة بن عبيد الله، قوات مطالِبة بـ"القصاص لعثمان"، في محاولة لإزاحة علي ومحاسبة من تورطوا في مقتل الخليفة الثالث. وقد انتهت المعركة بهزيمتهم، لكن أثرها السياسي ظل ممتدًا، ورسّخ حضور التيار العثماني كقوة سياسية وشرعية بديلة.
لاحقًا، تبنّى معاوية بن أبي سفيان ــ والي الشام وقريب عثمان ــ خطاب المطالبة بالثأر لعثمان، واستخدمه كركيزة لتأسيس معارضة سياسية منظمة ضد خلافة علي، انتهت بـمعركة صفين (657م) ثم اغتيال علي بن أبي طالب سنة 661م على يد أحد الخوارج، وهم فصيل تمرّد لاحقًا على علي نفسه. ومع ذلك، تجدر الإشارة إلى أن العثمانيين الأوائل لم يكونوا كتلة واحدة متجانسة؛ فقد كان بعضهم يرفض خلافة علي، لكن لا يؤيد معاوية بالضرورة، خاصة وأنه ــ في نظرهم ــ لم يكن من كبار الصحابة، بل من متأخري الإسلام، ولم يُنتخب عبر شورى، بل فرض سلطته بالأمر الواقع. ومع ذلك، قبله كثير منهم لاحقًا، لا عن اقتناع بشرعيته الكاملة، بل حفاظًا على وحدة الأمة واستقرار الدولة.
ومع وفاة معاوية عام 680م وبداية الفتنة الثانية، انقسم التيار العثماني مجددًا بين مؤيدين لخلافة ابنه يزيد بن معاوية، وبين أنصار عبد الله بن الزبير، الذي رفض وراثة الحكم ودعا إلى تجديد الشورى، ثم أعلن نفسه خليفة بعد وفاة يزيد سنة 683م. ومنذ ذلك الحين، نشأ انقسام داخلي بين العثمانيين: فريق أموي يرى أن الحكم ينبغي أن يستمر في بيت معاوية، وفريق زبيري يطالب بإعادة تأسيس الخلافة على أساس الشورى. وكانت الغلبة السياسية حينها للتيار الأموي، لا سيما بعد انتصاره العسكري.
برز من داخل هذا التيار شخصيات عثمانية بارزة، مثل بسر بن أبي أرطأة ومعاوية بن حديج، الذين لعبوا أدوارًا عسكرية وسياسية مهمة في ترسيخ سلطة بني أمية.
وتوضح المؤرخة باتريشيا كرون أن العثمانيين لم يكونوا بالضرورة متمردين أو محاربين، بل كانوا ــ في الأصل ــ غالبيةً صامتة من المسلمين الذين لم ينخرطوا في التمرّد، ولم يؤيدوا عليًا بشكل مباشر، مع بقاء أقلية منهم على الحياد. حتى في مناطق تُعد معقلًا لمعارضي عثمان، مثل العراق، وخصوصًا البصرة، كانت المشاعر المؤيدة له قوية، بل تولّى أنصاره مناصب محلية مؤثرة. أما الكوفة، عاصمة علي، فقد احتوت أيضًا عناصر عثمانية، مما يعكس تنوع الولاءات وتداخلها، لا سيما في المدن الكبيرة.
وقد كان للعثمانية حضور واضح في مصر، حيث استطاع ابن حديج ــ أحد وجوههم ــ أن يُعين عمرو بن العاص حاكمًا باسم معاوية، بعد أن أطاحا بوالي علي محمد بن أبي بكر، الذي قُتل مع أحد قتلة عثمان، كنانة بن بشر. أما في اليمن، فقد اعترف العثمانيون هناك بدايةً بعلي، لكنهم ثاروا عليه في السنوات الأخيرة من حكمه، عندما بدأت خلافته تضعف. وقد أُخمدت هذه الثورة لاحقًا.
وتُظهر هذه الوقائع أن العثمانية لم تكن مجرّد تيار سياسي محدود، بل حالة شعورية وانتظام اجتماعي ـ ديني واسع النطاق، امتد من المدينة إلى البصرة ومصر واليمن. وقد اتخذت مظلومية عثمان بعد مقتله طابعًا رمزيًا، استُخدم في بناء شرعيات جديدة وتبرير سياسات قائمة، وهو ما يجعل دراسة هذا التيار مفتاحًا لفهم التحوّلات السياسية الكبرى في صدر الإسلام.

## التقليديون
وبعيدًا عن اضطرابات الفتنة الثانية وما تلاها من تحولات سياسية حادة، أخذ حضور التيار العثماني طابعًا أكثر خفوتًا في المصادر التاريخية، لا سيما في ما يخص العثمانية ذات الانتماء الأموي المباشر. ومع ذلك، لم تنقطع دلالات التأييد لعثمان بن عفان، لا من قبل الدولة الأموية ذاتها التي كرّست سردية مظلوميته، ولا من قبل تيارات فكرية لاحقة ظهرت داخل بيئة أهل الحديث وعلماء السنة، الذين تمثلوا العثمانية في صورتها العقدية المحافظة.
وبخلاف الدولة العثمانية الأولى، التي كانت تحمل بعدًا سياسيًا صريحًا، فإن هذه المرحلة شهدت تبلور مفهوم "العثمانية" بوصفها عقيدة تقليدية ترى أن الخلافة الراشدة انحصرت في ثلاثة فقط: أبو بكر الصديق، عمر بن الخطاب، وعثمان بن عفان. وقد رأت هذه المدرسة أن خلافة علي بن أبي طالب مثّلت انحرافًا واضحا عن مسار الخلافة الراشدة في إجماع الصحابة، لأنها جاءت في ظرف من الفتنة، ولأنها ـ بحسب رأيهم ـ أفضت إلى انقسام دموي لا يُنتج شرعية أو إقتداء وفي أفضل الفروض يعاملوه كإجتهاد.
نُقل عن ابن شهاب الزهري ـ أحد أبرز المحدثين المدنيين ـ قوله: "لقد قاتل علي المسلمين، فلا يمكن أن يكون خليفة أو إمامًا هادفًا يحتذى به". مع الإشارة إلى أن بعض المصادر صوّرته أيضًا على أنه مناهض لعثمان، مما يعكس تداخل المرجعيات الروائية والفقهية آنذاك. في السياق ذاته، أعلن علماء بغداد، وعلى رأسهم أحمد بن حنبل، أن عهد علي يمثل فتنة (أي: حربًا أهلية)، وهو توصيف له بعدان: الأول فقهي، يحرص على تجنب الحكم القطعي في مسائل الفتنة، والثاني سياسي، يبرّر مبدأ التوقي من الانخراط في الصراع الأهلي.
وقد ساعد انتشار هذا المنظور على بروز عدد من الأحاديث النبوية التي رُويت لاحقًا، وتشير إلى أن الخلفاء الراشدين ثلاثة فقط، دون إدراج علي في عدادهم. ومن أشهر هذه الروايات ما نُقل عن عبد الله بن عمر بن الخطاب قوله: "كنا في عهد النبي ... لا نعدل أحدًا بأبي بكر، ثم عمر، ثم عثمان. ثم نترك أصحاب النبي ... لا نفضل أحدًا على أحد". وتُظهر هذه العبارة تركيزًا على الترتيب التقييمي لا الزمني فقط، وتعكس ما يمكن تسميته بـ"التقليد السني العثماني" الذي نشأ في فضاء فكري محافظ حريص على اجتناب الانقسامات.
وتحمل اللغة المستعملة في هذا التقليد دلالات مزدوجة: فهي من جهة تصوغ إجماعًا انتقائيًا يُعلي من قيمة الاتباع، ومن جهة أخرى توظف مفردات "الفتنة" و"الحياد" و"الاقتداء" بوصفها أدوات لتأطير السردية التاريخية، لا بوصفها توصيفات محايدة. ففي مقابل مفردات مثل "الراشدين" و"الخلفاء المهديين"، يغيب وصف علي بتلك الصفات، وتُستبدل بمفاهيم تحفظ مسافة لغوية مثل "الخلافة المثيرة للانقسام" أو "المرحلة الفتنوية".
كما تبنّى هذا الرأي عدد من كبار المحدثين، مثل هشام بن حسن، سفيان الثوري، مالك بن أنس، وحماد بن زيد، فضلًا عن تأييد المؤرخ سيف بن عمر لهذا الاتجاه. وهؤلاء جميعًا مثّلوا تيارًا فقهيًا وسنديًا يوازن بين الإعلاء من شأن الخلفاء الثلاثة، وبين التحفظ على الخوض في الخلافات السياسية المرتبطة بعلي، إما بتعليق الحكم، أو بعدم إدراجه ضمن "الخلفاء المهديين".
وترى المؤرخة باتريشيا كرون أن جوهر العقيدة العثمانية التقليدية يكمن في الإيمان بأن الخلفاء الثلاثة كانوا مرشدين دينيين، وليس فقط حكامًا سياسيين. وبمقتل عثمان ـ في نظرهم ـ انتهى عهد "الخلافة الهداية"، وبدأ عهد "الملك"، حيث لم يعد الخليفة بالضرورة حاملًا لوظيفة الهداية الدينية. وبناءً عليه، تحوّلت المعرفة الدينية من القيادة السياسية إلى الأمة وعلمائها، مما أسّس لفصل ضمني بين "السلطة الدينية" و"السلطة السياسية". لبناء خطاب محافظ يبرر موقف الحياد ويؤطره كموقف رشيد، لا كامتناع سياسي.
كما رفض هؤلاء التقليديون فكرة التمرد على الحاكم، ولو كان جائرًا، لأن وحدة الجماعة كانت أولوية شرعية مقدّمة على النزاع السياسي. ومن هنا، فُهمت "العثمانية التقليدية" على أنها مدرسة فقهية ـ سياسية نشأت لتأصيل طاعة السلطان، وتقديس الجماعة، والتحذير من الفتن.
وقد اعتبر بعض المحدثين لاحقًا شخصيات مثل عبد الله بن عمر، وسعد بن أبي وقاص، ممن آثروا الحياد في فتنة مقتل عثمان، أنهم من العثمانيين بالمعنى القيمي، أي ممن رفضوا القتال بين المسلمين، وتمسكوا بمنهج السلم في زمن الانقسام.

## العثمانية المتأخرة
في القرن التاسع الميلادي، ومع نضوج البنية الفكرية والمذهبية لمدرسة الإسلام السني، أخذت ملامح التصوّر الجمعي للسيرة السياسية في صدر الإسلام بالتبلور. وأحد أبرز ملامح هذا التبلور كان تبنّي فكرة "الخلفاء الراشدين الأربعة"، وهم: أبو بكر الصديق، عمر بن الخطاب، عثمان بن عفان، وعلي بن أبي طالب. وقد مثّل هذا الترتيب ـ في جوهره ـ توفيقًا رمزيًا بين التيارات السنية المتنوعة، إذ حافظ على الترتيب التاريخي للخلافة من جهة، وضمَّ عليًا إلى قائمة الهُداة بعد أن ظلّ مثار جدل في الأوساط العثمانية التقليدية، التي كانت تُنكر راشديته أو تتحفّظ على شرعيته.
هذا التصور الجامع لم يكن وليد إجماع لحظي، بل تطلب مسارًا تدريجيًا من القبول والجدل، لا سيما في حواضر علمية مثل بغداد، حيث كان للتيارات العثمانية التقليدية حضور قوي، وكانت المدرسة الحنبلية آنذاك مترددة بين الموروث الروائي المائل إلى تثبيت الثلاثة فقط، وبين ضرورات الوحدة المذهبية الآخذة في التشكل. وقد ساعدت شخصيات كبرى مثل أحمد بن حنبل في دفع هذه التحولات نحو اعتماد نموذج الخلفاء الأربعة، بوصفه حلاً توفيقيًا يعترف بفضل الجميع، دون الحاجة لتأجيج النزاعات القديمة حول الفتنة وموقف علي منها.
ورغم هذه التحولات الفكرية، بقيت بعض الجيوب الفكرية والعقائدية في سوريا وغيرها متمسكة بالرؤية التقليدية التي تُقصي عليًا من قائمة الراشدين، معتبرة أن خلافته كانت نتيجة انقسام لا إجماع. ومع مرور الوقت، وتوسع تأثير المدرسة السنية التي جعلت من "أهل الجماعة" معيارًا للشرعية، تلاشت تلك الاعتراضات تدريجيًا، إلى أن أصبح "إدراج علي ضمن الراشدين" من الثوابت السنية، وأضحى من معايير الانتماء المدرسي للعقيدة السنية في صورتها الناضجة.
في المقابل، ظلَّ الشيعة ـ بأطيافهم المختلفة ـ خارج هذا الإطار السني الجامع، سواء في تفضيلهم المطلق لعلي على بقية الخلفاء، أو في إنكارهم المباشر لشرعية من سبقه. كما بقي الخوارج، بتقويمهم السياسي الحاد، في موقع الخصومة مع الجميع تقريبًا. وهكذا، فإن استقرار عقيدة "الخلفاء الأربعة" لم يكن مجرد موقف تاريخي، بل مثّل أيضًا صياغة لخطاب شرعي جامع، أعاد ترتيب الذاكرة الإسلامية الجماعية بطريقة تُحافظ على السلم، وتُؤسس لمرجعية مذهبية مستقرة.
منذ ذلك الحين، بدأ استخدام مصطلح "عثماني" يتقلّص تدريجيًا، ليفقد دلالته السياسية الحادة، ويتحوّل إلى توصيف لمواقف محدّدة داخل الوسط السني، تتعلق غالبًا بمسألة ترتيب الفضل بين الصحابة، لا بشرعية الخلافة ذاتها. لم يعد "العثماني" يُطلق على تيار مستقل، بل أصبح يُستخدم ـ في الخطاب العقدي واللغوي ـ للإشارة إلى من يقدّم عثمان بن عفان على علي بن أبي طالب في الفضل، ضمن اعتراف تام بخلافة الجميع. وقد مثل هذا التحول نوعًا من "إعادة ترميز" للمصطلح، بحيث يغدو تعبيرًا عن التقدير التفاضلي لا عن الموقف السياسي المناوئ.
وفي هذا السياق، حافظ بعض التيارات الشيعية المعتدلة، كالزيدية وبعض المعتزلة، على القبول بنظرية "الخلفاء الأربعة"، أي الاعتراف بشرعية خلافة أبو بكر وعمر وعثمان وعلي على الترتيب الزمني، لكنهم لم يسوّوا بين الجميع في المرتبة، بل فضّلوا عليًا على عثمان، وقدموا ترتيبهم القيمي كالتالي: أبو بكر، ثم عمر، ثم علي، ثم عثمان. وفي مقابل هذا الترتيب، تبنّى جمهور أهل السنة منهجًا تقييميًا مختلفًا، رُوي في عدد من الآثار، ويفضّل عثمان على علي، أي: أبو بكر، عمر، عثمان، علي.
ويُلاحظ هنا أن وصف "العثماني" اكتسب بعدًا تقييميًا لغويًا، لا تشريعيًا سياسيًا، بمعنى أنه لا يُعبّر عن رفض لخلافة علي أو إنكار لها، وإنما عن تقديم عثمان عليه في باب الفضل، وهو باب مستقل في الفكر السني عن باب الشرعية السياسية. وهذا التفريق بين "الشرعية" و"الفضل" كان من أبرز آليات ضبط الخلاف، إذ حافظت المدرسة السنية على الاعتراف بخلافة الأربعة، لكنها تركت مساحة لاجتهادات الفضل الفردي بينهم، دون أن تجعل من ذلك سببًا في الإقصاء أو التضاد.
وبهذا المعنى، فإن جمهور السنة، القائلين بترتيب: أبو بكر، ثم عمر، ثم عثمان، ثم علي، يمكن وصفهم بأنهم "عثمانيون" ضمن تصنيف التفضيل، لا ضمن الاصطفاف السياسي. كما أن هذا المعنى المحدود للمصطلح استقرّ لاحقًا في كتب التراجم والعقائد، وصار يستخدم بحذر لغوي، يراعي اختلاف السياقات بين العصور الأولى والمراحل المذهبية المتأخرة.

### العثمانية المؤيدة لبني أمية في القرن العاشر
وفي سياقٍ لاحق، وبعد اندثار التقليديّة التي حصرت في الثلاثة الأوائل، ظهر في القرن العاشر الهجري (السادس عشر الميلادي) تيّارٌ شاميّ يميل إلى تأييدٍ شموليّ للخلافة الأُمويّة ويرى خلفاء بني أُميّة امتدادًا هاديًا للخلافة الراشدة.
فاستند المركز الشامي إلى ذاكرةٍ محليّة ترى في دمشق مهدَ الدولة الأُمويّة؛ فالمؤرّخون الدمشقيّون ـ مثل ابن عساكر (ت 571 هـ) والذهبي (ت 748 هـ) ثمّ ابن كثير (ت 774 هـ) ـ خصّصوا فصولًا وكتبًا لـ«فضائل الشام» و«فضائل بني أُميّة»، مؤكدين دورهم في تثبيت الفتوحات الإسلامية ووحدة الأمّة. واستمر هذا الملمح في القرن العاشر على يد مؤرخين مثل ابن طولون (ت 953 هـ). كما يسجّل ابن قتيبة أنّ «أهل الشام لا يعرفون إلا طاعة بني مروان»، مشيرًا إلى ارتباط شعبيّ قديم بالطاعةالأُمويّة ونقل ذلك أيضا ابن الجوزي عن إبن تيمية.
انتشرت مصنّفات مستقلّة تردّ فضائل معاوية بن أبي سفيان وبني أميّة، أشهرها فضائل معاوية لـابن أبي عاصم (ت 287 هـ)، والذي ظلّ متداولًا حتى القرن العاشر، وقد اعتبره كلٌ من السيوطي وابن حجر العسقلاني مرجعًا في مناقب معاوية. وفي العصر نفسه، ألّف ملا علي القاري (ت 1014 هـ) رسالة في الثناء على معاوية ضمن مجموع رسائله الحديثيّة، مؤكّدًا فيها كونه «كاتب الوحي وخال المؤمنين».
اعتمد أنصار التيار على أحاديث تُثبت لمعاوية "الهداية" و"المهديّة"، منها حديث: «اللهمَّ اجعله هاديًا مهديًّا» الذي خرّجه البخاري في التاريخ الكبير، واستشهد به الحنابلة. كما نقل أبو بكر الخلال عن أحمد بن حنبل إنكاره على من يتردّد في وصف معاوية بأنه "خال المؤمنين".
بالرغم من هذا النشاط، ظلّ التيار محدود الانتشار خارج بلاد الشام، وأشار مؤرخو القرن الحادي عشر إلى أنه لم يتجاوز حلقات العلماء وبعض البلاط الأموي المتأخر، ولم يُنتج جماعة منظَّمة دائمة. ومع انتقال ثقل السلطة إلى المشرق السلجوقي ثم العثماني، انطفأت هذه النزعة تدريجيًا وتوارَت من المصادر بعد القرن العاشر، ليعود «المديح الأموي» مجرّد سرديّة فضائليّة غير ذات امتدادٍ سياسيّ فعلي.
بهذا يكون "العثمانيّ الأمويّ" مرحلةً شاميّة محدودة في التاريخ السُّني لإعادة تأهيل بني أُميّة بوصفهم خلفاء هداة، تستند إلى ذاكرة محليّة، ومتونٍ حديثيّة، لكنها لم تستطع ترسيخ نفسها مدرسةً دائمة أمام الإجماع السني القائم على الرباعيّة الراشدة.